# Памятный знак «За высокую эффективность и качество работы в десятой пятилетке»
Памятный знак ЦК КПСС, Совета Министров СССР, ВЦСПС и ЦК ВЛКСМ «За высокую эффективность и качество работы в десятой пятилетке» — награда Советского Союза для трудовых коллективов, учреждённая совместным Постановлением Центрального Комитета Коммунистической Партии Советского Союза, Совета Министров Союза Советских Социалистических Республик, Всесоюзного Центрального Совета Профессиональных Союзов и Центрального Комитета Всесоюзного Ленинского Коммунистического Союза Молодёжи за достижение наиболее высоких качественных показателей в выполнении заданий десятого пятилетнего плана, неоднократно удостоенные по годовым итогам Всесоюзного социалистического соревнования переходящих Красных знамён ЦК КПСС, Совета Министров СССР, ВЦСПС и ЦК ВЛКСМ.

## История
В 1976 году предприятия, учреждения и организации, отличившиеся по итогам девятой пятилетки, были удостоены памятного знака «За трудовую доблесть в девятой пятилетке», который удачно вписался в систему коллективного награждения СССР. Памятный знак оказался востребованным не менее переходящих Красных знамён. В совместном Постановлении ЦК КПСС, Совета Министров СССР, ВЦСПС и ЦК ВЛКСМ от 21 января 1976 года за № 49 «О всесоюзном социалистическом соревновании за повышение эффективности производства и качества работы, за успешное выполнение народнохозяйственного плана на 1976 год» министерствам и ведомствам предлагалось организовать изучение передового опыта учреждений (организаций и т. д.), награждённых упомянутым памятным знаком. А другим совместным документом от 30 декабря 1976 года за № 1081 «О Всесоюзном социалистическом соревновании за повышение эффективности и качества работы, успешное выполнение заданий десятой пятилетки» ЦК КПСС, Совет Министров СССР, ВЦСПС и ЦК ВЛКСМ постановили учредить памятный знак «За высокую эффективность и качество работы в десятой пятилетке». На этот раз полный перечень коллективов, награждённых памятными знаками «За высокую эффективность и качество работы в десятой пятилетке» в центральной прессе не печатался. В республиканской, краевой и областной прессе были опубликованы только предприятия (учреждения и т. д.), относящиеся к соответствующим республикам, краям и областям.

## Кто награждался
Памятным знаком «За высокую эффективность и качество работы в десятой пятилетке» награждались коллективы, добившиеся наиболее высоких качественных показателей в выполнении заданий десятого пятилетнего плана, неоднократно удостоенные по годовым итогам Всесоюзного социалистического соревнования переходящих Красных знамён ЦК КПСС, Совета Министров СССР, ВЦСПС и ЦК ВЛКСМ. Эти коллективы заносились на Всесоюзную Доску почёта на ВДНХ СССР.

## Описание знака
Знак состоит из трёх накладных элементов:
- Пятиконечная выпуклая звезда, лучи которой образованы золотым каркасом, с закреплёнными в нём пластинами из рубинового стекла.
- Лавровый венок, перевитый красной с золотой каймой по краям лентой, ниспадающей в виде банта на скрещение ветвей. На видимых сегментах ленты снизу слева вверх направо по часовой стрелке золотом начертаны годы десятой пятилетки — 1976, 1977, 1978, 1979, 1980.
- Золотой медальон, обрамлённый снизу венком из золотых колосьев и украшенный золотым изображением серпа и молота, а также увенчанный круговой надписью: «За высокую эффективность и качество работы в десятой пятилетке». На медальоне в лучах яркого солнца, стоящего в зените, на голубом небосклоне помещены символические изображения основных отраслей народного хозяйства СССР: угольной промышленности, нефтяной промышленности, газовой промышленности, металлургии, сельского хозяйства, жилищного строительства, гидроэнергетики.

У данного памятного знака было несколько существенных отличий от своего предшественника памятного знака «За трудовое отличие в девятой пятилетке». Два естественных отличия: наименование знака — «За высокую эффективность и качество работы в десятой пятилетке» и годы десятой пятилетки — 1976—1980. Кроме этого, на медальоне отсутствовало символическое изображение одной из отраслей народного хозяйства СССР — атомной энергетики.

## Параметры знака
- Количество знаков — 763 штуки: 513 промышленных и 250 сельскохозяйственных предприятий[3].
- Высота — 300 мм.
- Ширина — 300 мм.
- Вес — 3420 г.
- Материал — томпак, рубиновое стекло.
- Способ изготовления — комбинированный: литьё и штамповка.
- Способы обработки — золочение, чернение, нанесение холодных эмалей, декоративная отделка.
- Соединение элементов знака — винтовое[4].
- Изготовитель — Московский монетный двор. Клеймо Московского монетного двора нанесено с обратной стороны знака ударным способом.
- Знак вручался вместе с красным Дипломом ЦК КПСС, Совета Министров СССР, ВЦСПС и ЦК ВЛКСМ формата А2[5].
- Знак размещался в пластмассовом футляре красного цвета с прозрачной крышкой из оргстекла размером 300 × 400 мм[6].